# Paměti přibyslavské
Text, označovaný jako Paměti přibyslavské (též Paměť přibyslavská), byl nalezen v roce 1889 v tzv. Gruntovní knize města Přibyslavi z let 1479–1503.
Jedná se o text, psaný českou novogotickou polokurzivou a vložený jako folium 21 do II. knihy zápisů přibyslavských úřadů z 15. století. Na foliu 28 je jeho přepis, psaný německou novogotickou kurzivou (kurentem). Text přepisu zveřejnil Václav Řezníček 7. prosince 1889 v Národních listech. Uvádí se v něm, že přibyslavský farář, který v 15. století sepisoval kroniku, dal její část i konšelům, aby ji nechali zapsat do městských knih.
Hlavním obsahem listiny je popis nejstarších dějin města Přibyslav. Vypráví příběh o založení města Přibyslavou, sestrou svatého Václava, a počátky Přibyslavi klade už do 1. třetiny 10. století.
Spis zkoumali již v 19. století např. archivář Národního muzea Václav Schulz (1854–1935), novinář Václav Řezníček nebo filolog Ignác Bohuslav Mašek (1837–1901). Někteří badatelé určité prvky Pamětí považovali za důkaz, že i Rukopisy královédvorský a zelenohorský mohou být pravé.
Podle pozdějších zjištění se jedná o podvrh. To prokázal po podrobném zkoumání už v roce 1908 Gustav Friedrich. Potvrzeno to bylo i o 60 let později za pomoci tehdy nejnovějších paleografických a heraldických metod. Je možné, že úmysl napsat Paměti přibyslavské byl původně motivován snahou o vytvoření chybějících dokladů o starobylosti a nezávislosti města. Předlohou pro napsání Pamětí bylo Beckovského zpracování Hájkovy kroniky, Poselkyně starých příběhův českých.